# Gelonus
Gelonus (græsk: Γελωνός) var ifølge Herodot (ca. 484-425 f.v.t.) gelonernes hovedstad. Gelonerne var angiveligt græske kolonister, der var fordrevet fra deres bosættelser ved det nordlige Sortehav og havde trukket nordpå ind i Skytien. Gelonerne talte en blanding af skytisk og græsk.
Herodot beskriver Gelonus som en kæmpe by bygget alene af træ og omgivet af en høje træpalisader, som på hver led strækker sig over 5,5 km. I byen er træhuse og helligdomme med de hellenske guder.

## Herodots beskrivelsen af gelonerne
I sin beskrivelse af Skytien skriver Herodot i Historien (bog 4), at gelonerne var tidligere græske, der havde bosat sig væk fra kysten blandt budinerne, hvor de talte et sprog, der var en blanding af skytisk og græsk:
Budinerne er en stor og talrig stamme; alle har lyseblå øjne og rødt hår. I deres land er en træby kaldet Gelonus. Hver side af bymuren er 30 stader lang. Bymuren er høj og helt af træ. Huse og helligdomme er også bygget af træ. Der er helligdomme for de hellenske guder med statuer, altre og tempelbygninger lavet af træ, opført på den hellenske måde. Hvert tredje år afholdes en festival til ære for Dionysos og til til Bakkus' vanvid. Indbyggerne i Gelonerne har været hellenere siden oldtiden. Efter at have forladt handelsbosættelserne slog de sig ned blandt budinerne. De taler delvist på skytisk sprog og delvist på hellensk. Budinerne taler dog ikke det samme sprog som gelonerne, og deres levevis er forskellig. Budinerne er de oprindelige indbyggere og er nomadeer. De er de eneste i området, der spiser fyrrekogler ('phtheir'). Gelonerne er tværtimod agerdyrkere og brødspisere. I udseende og hudfarve ligner de slet ikke budinerne. Deres land har tætte skove med træer af alle slags. Midt i skoven er der en kæmpe sø, omgivet af mose og rørsump. Her fanges oddere og bævere og et dyr med at firkantet snude. De bruger skind fra disse dyr til deres overtøj og bæverens testikler bruges som et middel mod sygdomme i kvinders mave ...
Den befæstede by Gelonus blev i det 6. århundrede f.v.t. angrebet af en persisk hær ledet af Dareios 1. under dennes felttog mod skyterne. Indbyggerne i Gelonus havde dog forinden forladt byen den. Gelonerne trak sig tilbage uden kamp og benytte som skyterne den brændte jords taktik og brændte steppen af foran de indtrængende persere. Den persiske hær vendte tilbage uden at have udkæmpet et slag og uden nogen succes.

## Forsøg på at finde den historiske by
Flere steder har været foreslået som værende hjemsted for det forsvundne Gelonus, bl.a. Saratov i Rusland og i et område nær floderne Don og Volga. Ukrainske forskere mener at have identificeret Gelonus nær landsbyen Bilsk nær den ukrainske by Poltava, hvor udgravning har vist spor af tidligere bosættelser. Teorien om fundet af Gelonus nær Bilsk er dog omtvistet, bl.a. fordi Herodot angav fæstningsværkets længede til af være omkring 22-25 km, hvorimod den samlede længde af fæstningene ved Bilsk-bosættelsen er større og er omkring 35 km.
Fortidsbyen ved Bilsk er placeret strategisk på grænsen mellem stepperne og skovene. Ifølge Herodot dækkede Gelonus et område, der svarer til omkring 30 km². Det arkæologiske område omkring Bilsk, inklusive begravelsespladsen, dækker ca. 80 km² og fæstningsværket ca. 40 km². Resterne af op til 12 meter høje palisader kan ses den dag i dag. Bosættelsen omkring Bilsk er det største tidlige antikke forsvarskompleks i Østeuropa.

## Mytologi
I græsk mytologi var Gelonus søn af Echidna og Herakles; han havde en ældre bror, Agathyrsus, og en yngre, Scythes.